# José Martins Fontes (político)
José Martins Fontes (? — ?) foi um político brasileiro.
Foi 1º vice-presidente da província de Sergipe, nomeado por carta imperial de 30 de novembro de 1876, tendo assumido a presidência interinamente de 10 de janeiro a  de 1877 e de ? a ? de 1878.